# Kottwil
Kottwil é uma comuna da Suíça, no Cantão Lucerna, com cerca de 398 habitantes. Estende-se por uma área de 6,10 km², de densidade populacional de 65 hab/km². Confina com as seguintes comunas: Ettiswil, Grosswangen, Mauensee, Schötz, Wauwil.
A língua oficial nesta comuna é o Alemão.